# 1742 en santé et médecine
| Années de la santé et de la médecine : 1739 - 1740 - 1741 - 1742 - 1743 - 1744 - 1745    |
| Décennies de la santé et de la médecine : 1710 - 1720 - 1730 - 1740 - 1750 - 1760 - 1770 |

Cet article présente les faits marquants de l'année 1742 en santé et médecine.

## Événements
Canada
- Jean François Gauthier s'installe au Québec comme médecin du Roi[1],[2].

Italie
- Le pape Benoît XIV crée un musée d'anatomie à Bologne, confiant à Ercole Lelli la création de plusieurs préparations anatomiques en cire[3].

## Publications
- Niccolò Gualtieri (1688-1744) publie Index testarvm conchyliorvm quae adservantvr in mvseo Nicolai Gvaltieri ... : et methodice distribvtae exhibentvr tabvlis cx., Ex typographia Caietani Albizzini, 1742 (lire en ligne).
- James Parsons : Description de la vessie urinaire de l'homme, traduction d'un ouvrage (A description of the human urinary bladder, and parts belonging to it).

## Naissances
- 5 janvier : Antoine Portal (mort en 1832), médecin, anatomiste, biologiste et historien de la médecine français.
- 22 février : Henry Michel du Tennetar (mort en 1800), médecin français et professeur de chimie à l'Université de Nancy en 1776[4].
- 14 août : Antoine-Louis Brongniart (mort en 1804), apothicaire et chimiste français.
- 12 octobre : Maximilian Stoll (mort en 1788),  médecin allemand.
- 6 décembre : Nicolas Leblanc (mort en 1806), médecin et chimiste français.
- 9 décembre : Carl Wilhelm Scheele (mort en 1786), pharmacien et chimiste suédois.

## Décès

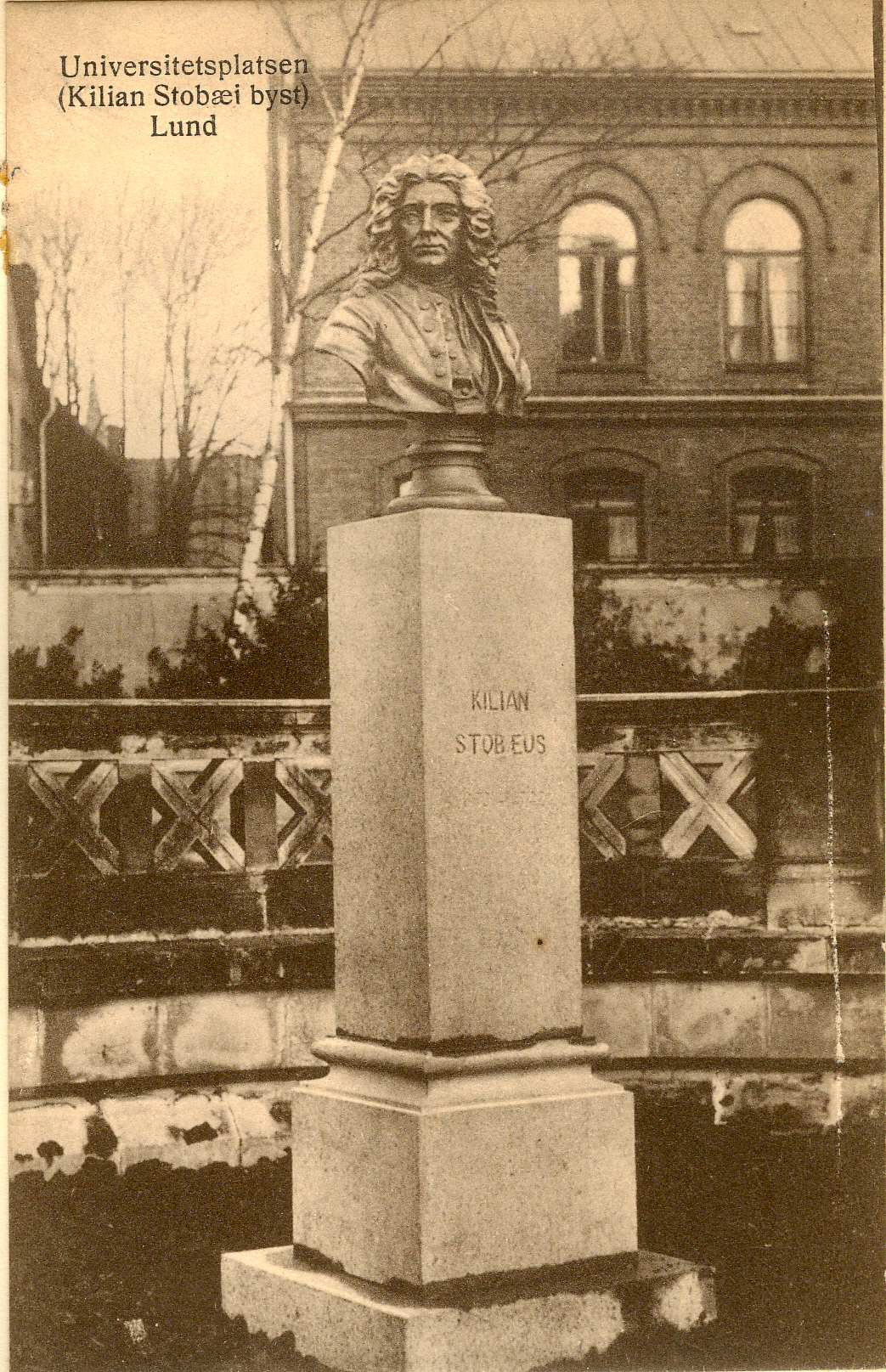
Buste de Kilian Stobæus.

- 17 février : Kilian Stobæus (né en 1690), médecin et naturaliste suédois[5].
- 13 mai : Nicolas Andry de Boisregard (né en 1658), médecin et homme de lettres français. Surnommé « le père de la parasitologie »[6], il est également le créateur du mot « orthopédie. »
- 21 mai : Lars Roberg (né en 1664), médecin et anatomiste suédois[7].
- 12 novembre : Friedrich Hoffmann (né en 1660), médecin et chimiste allemand[8].